# Bathyphantes
Bathyphantes är ett släkte av spindlar som beskrevs av Menge 1866. Bathyphantes ingår i familjen täckvävarspindlar.

## Bildgalleri

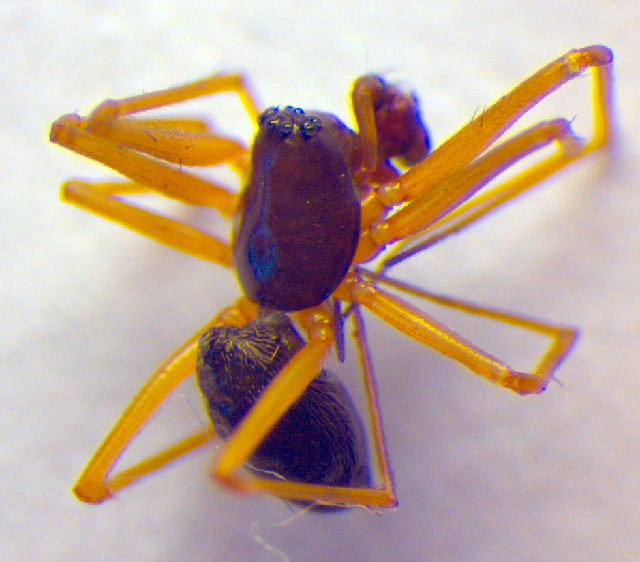
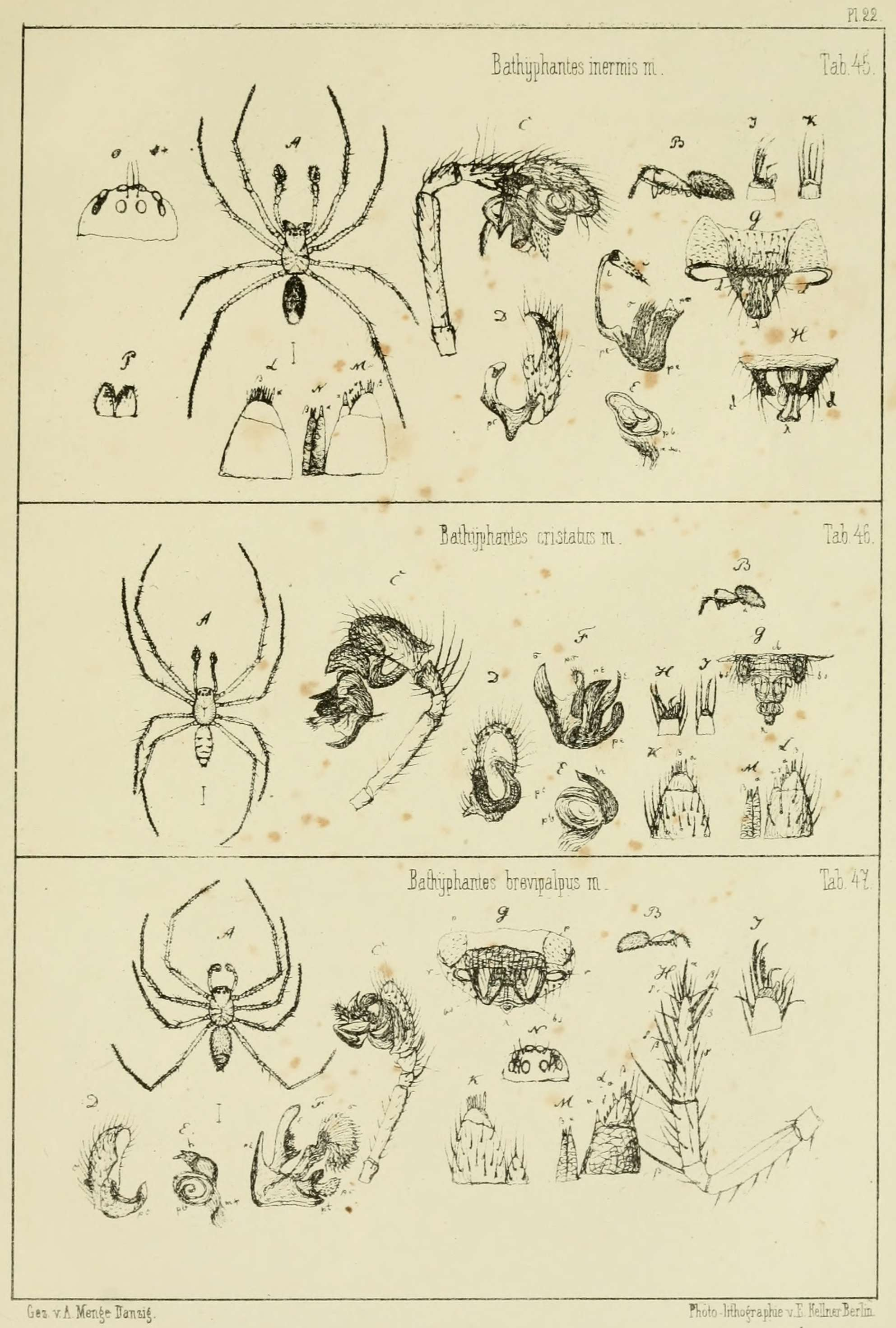
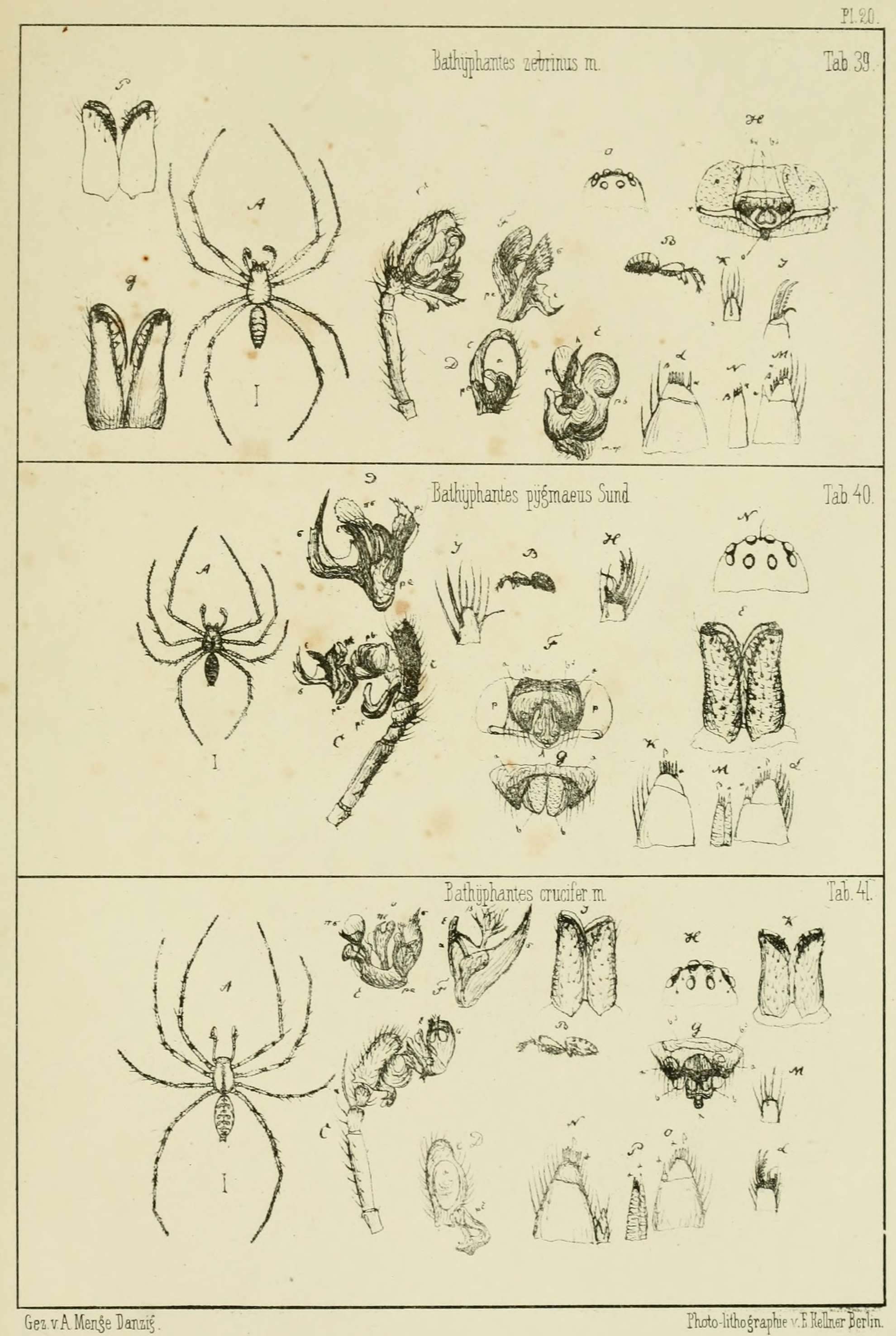

## Dottertaxa tillBathyphantes, i alfabetisk ordning[1][2]
- Bathyphantes alameda
- Bathyphantes alascensis
- Bathyphantes alboventris
- Bathyphantes approximatus
- Bathyphantes biscapus
- Bathyphantes bishopi
- Bathyphantes bohuensis
- Bathyphantes brevipes
- Bathyphantes brevis
- Bathyphantes canadensis
- Bathyphantes chico
- Bathyphantes diasosnemis
- Bathyphantes dubius
- Bathyphantes enslini
- Bathyphantes eumenis
- Bathyphantes extricatus
- Bathyphantes fissidens
- Bathyphantes floralis
- Bathyphantes glacialis
- Bathyphantes gracilipes
- Bathyphantes gracilis
- Bathyphantes gulkana
- Bathyphantes helenae
- Bathyphantes hirsutus
- Bathyphantes humilis
- Bathyphantes iviei
- Bathyphantes jeniseicus
- Bathyphantes keeni
- Bathyphantes larvarum
- Bathyphantes latescens
- Bathyphantes lennoxensis
- Bathyphantes mainlingensis
- Bathyphantes malkini
- Bathyphantes menyuanensis
- Bathyphantes minor
- Bathyphantes montanus
- Bathyphantes nangqianensis
- Bathyphantes nigrinus
- Bathyphantes ohlerti
- Bathyphantes orica
- Bathyphantes pallidus
- Bathyphantes paradoxus
- Bathyphantes parvulus
- Bathyphantes pogonias
- Bathyphantes pusiolus
- Bathyphantes rainbowi
- Bathyphantes reprobus
- Bathyphantes reticularis
- Bathyphantes robustus
- Bathyphantes sarasini
- Bathyphantes setiger
- Bathyphantes similis
- Bathyphantes simillimus
- Bathyphantes tagalogensis
- Bathyphantes tateyamaensis
- Bathyphantes tongluensis
- Bathyphantes umiatus
- Bathyphantes waneta
- Bathyphantes weyeri
- Bathyphantes vittiger
- Bathyphantes yodoensis
- Bathyphantes yukon